# Waldeck Rochet
Waldeck Rochet (Sainte-Croix, 5 april 1905 – Nanterre, 15 februari 1983) was een Frans communistisch politicus.
Rochet was bijna 60 jaar lang actief als militant en bestuurder in de Franse Communistische Partij (PCF). Hij ontwikkelde de partijstrategie gericht op boeren en richtte het weekblad La Terre op. Rochet zetelde in de Kamer van Afgevaardigden van 1936 tot 1940. 
In 1939 weigerde hij samen met de andere partijleiders het Molotov-Ribbentroppact te veroordelen, waarna hij in Algerije gevangengezet werd. Na de Duitse invasie bleef hij onder het Vichy-regime vastzitten totdat de Geallieerden hem tijdens de Noord-Afrikaanse Veldtocht bevrijdden. Na zijn bevrijding sloot hij zich aan bij het Franse Bevrijdingsleger, vertegenwoordigde hij in Londen de communisten, die zeer actief waren in het Verzet, en werd hij gekozen als lid van het voorlopige parlement in Algiers. 
Na de Bevrijding zetelde Rochet opnieuw in het parlement, tot 1973, vanuit achtereenvolgens Saône-et-Loire, Seine en Seine-Saint-Denis. Hij volgde Maurice Thorez in 1964 op als secretaris-generaal van de PCF. In 1972 nam hij ontslag om gezondheidsredenen en werd hij opgevolgd door Georges Marchais; Rochet overleed in 1983.